# Mildred (Texas)
Mildred es un pueblo ubicado en el condado de Navarro en el estado estadounidense de Texas. En el Censo de 2010 tenía una población de 368 habitantes y una densidad poblacional de 60,18 personas por km².

## Geografía
Mildred se encuentra ubicado en las coordenadas 32°2′47″N 96°19′30″O / 32.04639, -96.32500. Según la Oficina del Censo de los Estados Unidos, Mildred tiene una superficie total de 6.11 km², de la cual 5.95 km² corresponden a tierra firme y (2.71%) 0.17 km² es agua.

## Demografía
Según el censo de 2010, había 368 personas residiendo en Mildred. La densidad de población era de 60,18 hab./km². De los 368 habitantes, Mildred estaba compuesto por el 87.5% blancos, el 3.8% eran afroamericanos, el 4.08% eran amerindios, el 1.63% eran asiáticos, el 0% eran isleños del Pacífico, el 0.27% eran de otras razas y el 2.72% pertenecían a dos o más razas. Del total de la población el 11.68% eran hispanos o latinos de cualquier raza.